# Gregório da Fonseca
Gregório Porto da Fonseca (Cachoeira do Sul, 17 de novembro de 1875 — Rio de Janeiro, 23 de abril de 1934) foi um militar, engenheiro e escritor brasileiro.

## Biografia
Em sua cidade natal realiza os primeiros estudos, tendo começado a trabalhar desde cedo. Aos quinze anos foi demitido, porém, por recitar versos de Bilac, demonstrando grandes pendores para as letras e seus autores.
Ingressando na Escola Militar de Porto Alegre, forma-se em Engenharia – ocasião em que se aproxima do poeta Aníbal Teófilo e faz publicar seu primeiro volume de versos, em 1907.
Faz carreira no Exército, mudando-se para o Rio de Janeiro, então a capital do país. Em 1918 comandou as tropas do exército que protegiam o Palácio do Catete, durante as agitações operárias ali ocorridas. Aproxima-se da intelectualidade, sobretudo do poeta que admirava desde jovem – Olavo Bilac, e outros como Alcides Maya e Lima Barreto.
Foi reformado, na patente de tenente-coronel.
Foi secretário da Presidência da República, no governo Vargas, de 4 de novembro de 1930 a 23 de abril de 1934, quando faleceu, sucedido pelo escritor Ronald de Carvalho.
É patrono da cadeira 30 da Academia Rio-Grandense de Letras.
A 20 de janeiro de 1934, foi agraciado com o grau de Comendador da Ordem Militar de Sant'Iago da Espada, de Portugal.

## Publicações
É um poeta menor, de produção única, de quem há raras referências. Suas obras publicadas foram:
- Templo sem Deuses - poesia (1907);
- Duas Conferências: "A Estética das Batalhas" e "Ciúme dos Deuses" - palestras (1914);
- Vida e Obra do Marechal Bento Ribeiro - biografia (1922);
- Heroísmo e Arte - ensaio (1936).

## Academia Brasileira de Letras
Terceiro ocupante da cadeira que tem por patrono Maciel Monteiro. Eleito em 16 de julho de 1931, tomou posse em 29 de outubro de 1932, recebido por Alcides Maya.